# 이반 크릴로프

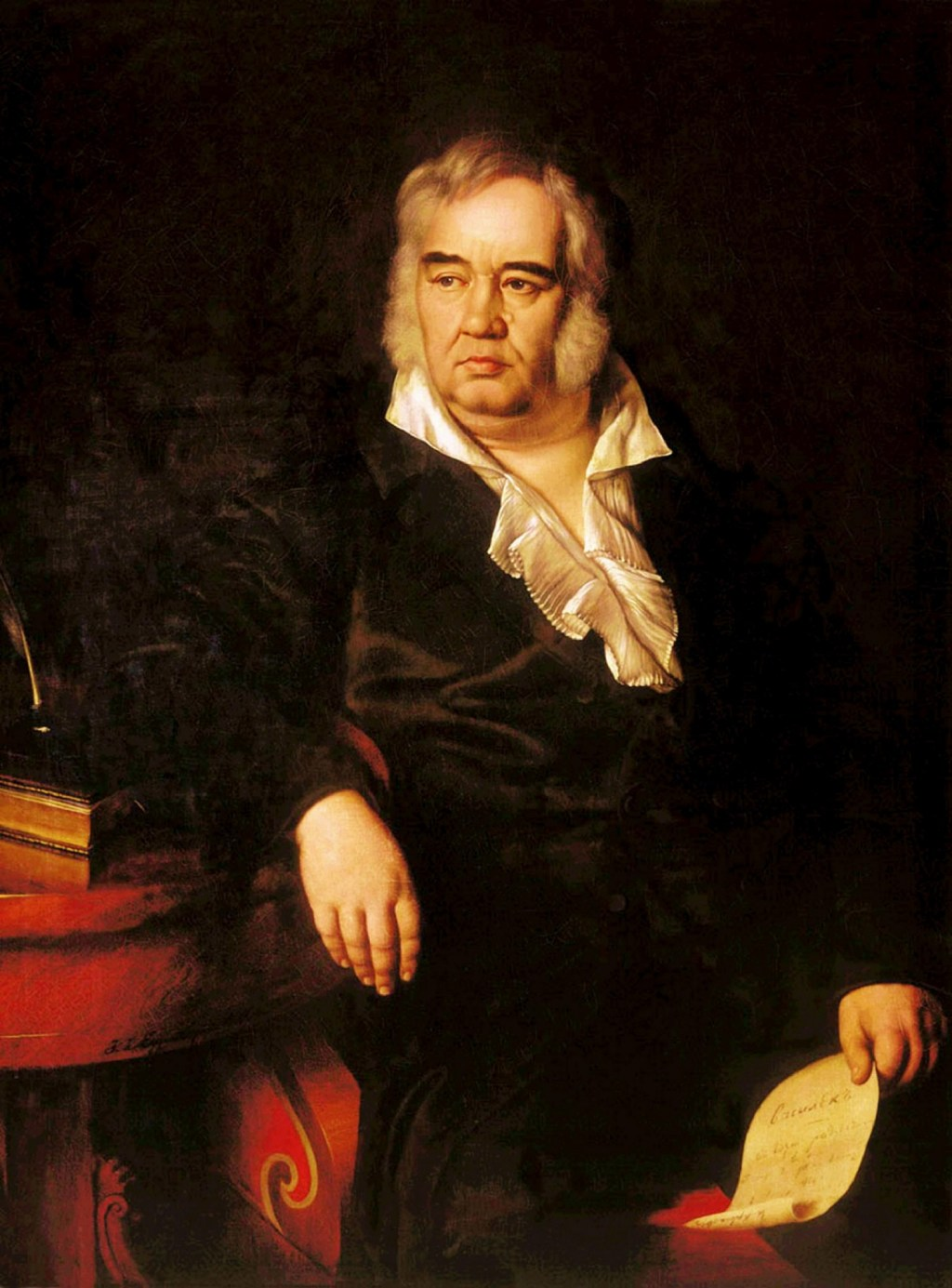

이반 안드레예비치 크릴로프(Ива́н Андре́евич Крыло́в, 1769년 ~ 1844년)는 우화시를 주로 쓴 러시아의 시인이다.
모스크바에서 출생하였으며, 어렸을 때 육군사관이던 부친을 잃고 역경 속에서 자랐다. 1783년 상트페테르부르크로 옮긴 뒤 평생을 그 곳에서 보냈다.
1789년부터 풍자 잡지의 편집에 종사하는 한편, 수편의 희극 및 희가극을 썼으나 성공하지 못했고, 게다가 농노제에 대한 풍자를 이유로 잡지는 정간처분을 당했다. 그 뒤 수년동안 침묵을 지키다가 1805년 우화시 《떡갈나무와 갈대》를 발표하여 유명해졌다. 처음에는 이솝이나 라퐁텐의 우화를 모방하였으나 차츰 독창적인 러시아의 우화를 창작하였다. 1809년에 최초의 《우화》 시집을 발간하여 대단한 성공을 거두었다. 그 후부터 명성이 높아져, 우화시 창조를 천직으로 하여 평생을 통해 205편을 써서 우화시를 민중생활에 도입했다. 또한 민중어를 자유로이 구사하여 러시아 문장어의 발전에 끼친 공이 크다.
크릴로프의 우화는 시 형식으로 되어 있고 총 205편이 있다. 이 가운데 45편은 이솝(기원전 6세기경의 사람), 라 퐁텐 등의 개작인데도 자작의 것과 다름없을 만큼 러시아화되어 있다. 작자의 생전에 약 7만 5천 부가 팔려, 당시로서는 획기적이었다. 취재범위가 넓으며 동물과 식물 등 온갖 것이 등장하여 인간의 우매함, 아첨, 허영, 사회관습, 전제정치 체제 등을 풍자한다. 그리고 이 풍자는 모랄리스트로서의 작자의 성격과 건전한 합리주의를 바탕으로 한 것이다. 그의 우화는 민중의 말을 대담하게 도입하여 민중의 정신을 구체적으로 묘사한 점에 의의가 있다.